# 啼笑因緣 (歌曲)
《啼笑因緣》為1974年無綫電視民初背景電視劇《啼笑因緣》的主題曲。由顧嘉煇負責作曲及編曲，葉紹德填詞，仙杜拉主唱。
此曲亦被改編為劇中插曲《想郎》，依旧由顧嘉煇編曲、葉紹德重新填詞，而主唱者還是仙杜拉。同年，《啼笑因緣》及《想郎》均收錄於仙杜拉首張粵語音樂專輯《啼笑因緣 / 好彩又到Sunday》內。

## 創作背景
根據一個訪問，顧嘉煇最初建議填粵語詞，但由於當時粵語歌的流行度和地位不如國語歌，唱片公司對此有所疑慮，顧便與之攤分成本，自己負責製作對方負責發行；而選擇仙杜拉主唱的原因，則是她一向以演唱歐西流行曲為主，形象西化，希望能改變大眾對粵語歌「老土」的印象。仙杜拉曾透露因不諳中文，灌唱此曲前要先把歌詞拼寫為英文。
填詞方面，葉紹德的初稿文言成份很重，編導王天林想改得通俗點，經幾番修改，葉被逼出一句「為怕哥你變咗心」，王才收貨。

## 使用場景
《啼笑因緣》第三集，女主角沈鳳喜（李司棋飾）於杭州某城北帝廟賣唱，在二胡伴奏下一邊彈著月琴一邊唱出此曲。男主角樊家樹（陳振華飾）信步至此駐足欣賞，雙方初遇。片段成為香港電視劇的經典場面。
改編曲《想郎》的歌詞較後者古雅，呈現形式與《啼笑因緣》相似。

## 反響和評價
《啼笑因緣》當年一出，隨即風靡一時，主流觀點視之為粵語流行曲振興的分水嶺（但有論者認為應是1973年面世的《分飛燕》），社會大眾從此不再歧視粵語歌。
樂評人黃志華認為顧嘉煇在1973年所寫的電視粵語主題曲《煙雨濛濛》，「曲調西化又轉調」，過於前衛而未能走紅；而《啼笑因緣》則「於中式小調之中悄悄加入一點西化元素」，所以搏得大眾青睞。
有論者認為其曲風像民歌小調，繼承了一些國語時代曲（如《月圓花好》、《月兒彎彎照九州》等）的特色，即模仿或改編民歌小調；但相比下《啼笑因緣》的「地方色彩上較為接近嶺南粵樂」。
音樂人黃霑指顧嘉煇採用了中西合壁的手法來寫曲，予聽眾既新鮮又親切的感覺。西洋風體現在曲式（AABA）、和聲處理及編曲手法上；中國風體現在主奏樂器（月琴和二胡），以及A1、A2兩段所用的傳統五聲音階上；而結句用上FA SHARP #4（升F），則「本來是一些西北民歌常有，但就隱約藏有西洋音樂轉調的味道」；而向來唱英語歌和廣告歌的仙杜拉，「咬字清楚，卻沒有一般戲曲唱家的刻意」，也顯得新鮮可喜；但他認為葉紹德的遣詞用句以文言為主，又用上「哥你」的稱謂，寫法與六、七十年代被歧視的粵語時代曲如出一轍。
詞評人朱耀偉認為歌詞有幾處用典，風格優雅，具欣賞價值，但「以詞論詞……在粵語流行歌詞的發展來說尚未算有所突破」。填詞人黎彼得則認為「為怕哥你變咗心」一句開了往後香港流行樂壇以粵語方言入詞的風氣。